# Aeroportul Skive
Aeroportul Skive (IATA: SQW, ICAO: EKSV) este un aeroport din Skive, Regiunea Midtjylland, Danemarca.
Situat la o altitudine de 22 m, aeroportul dispune de o singură pistă.